# 板橋区立緑小学校

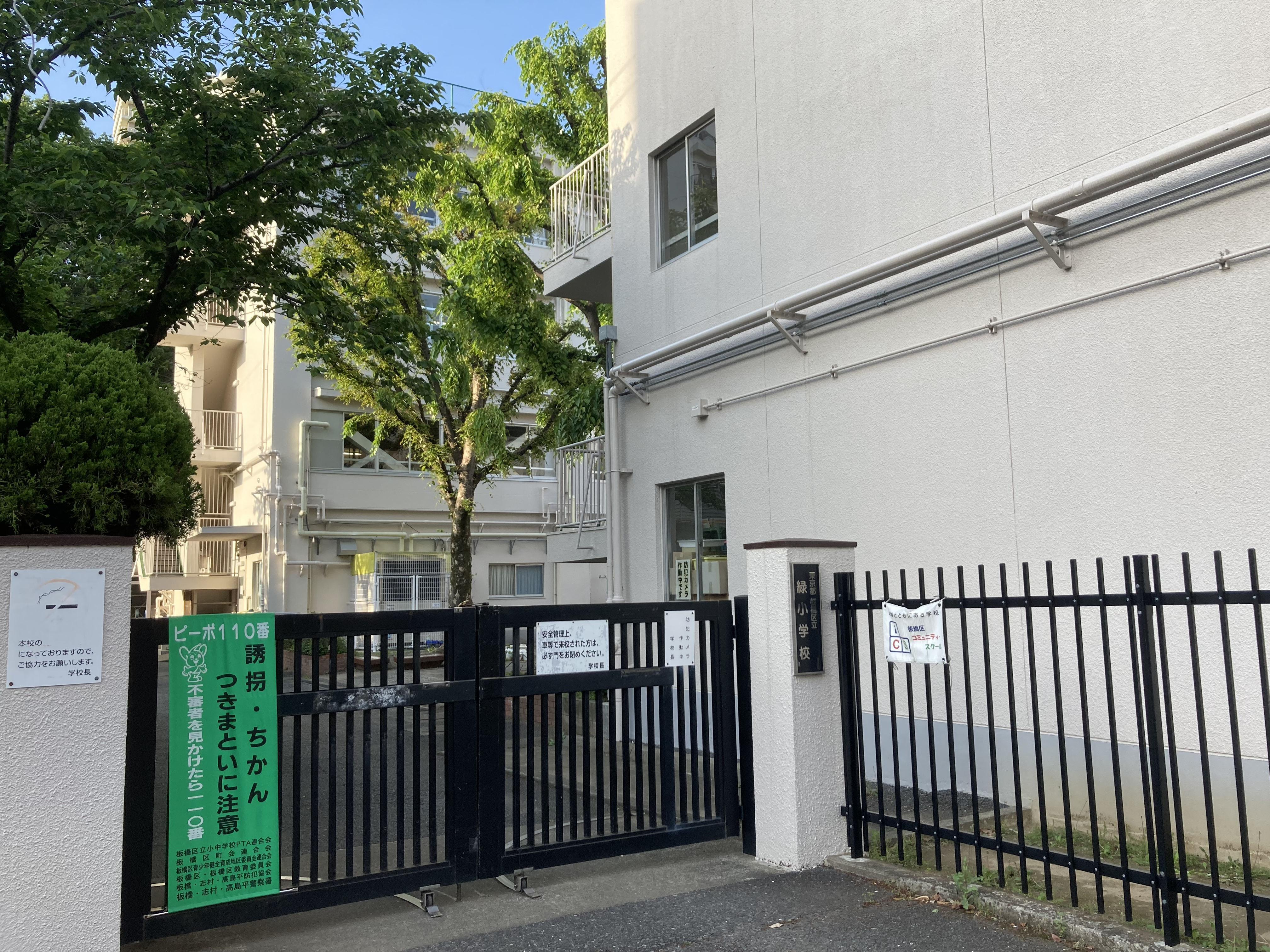
裏門

板橋区立緑小学校（いたばしくりつみどりしょうがっこう）は東京都板橋区にある公立小学校。

## 概要

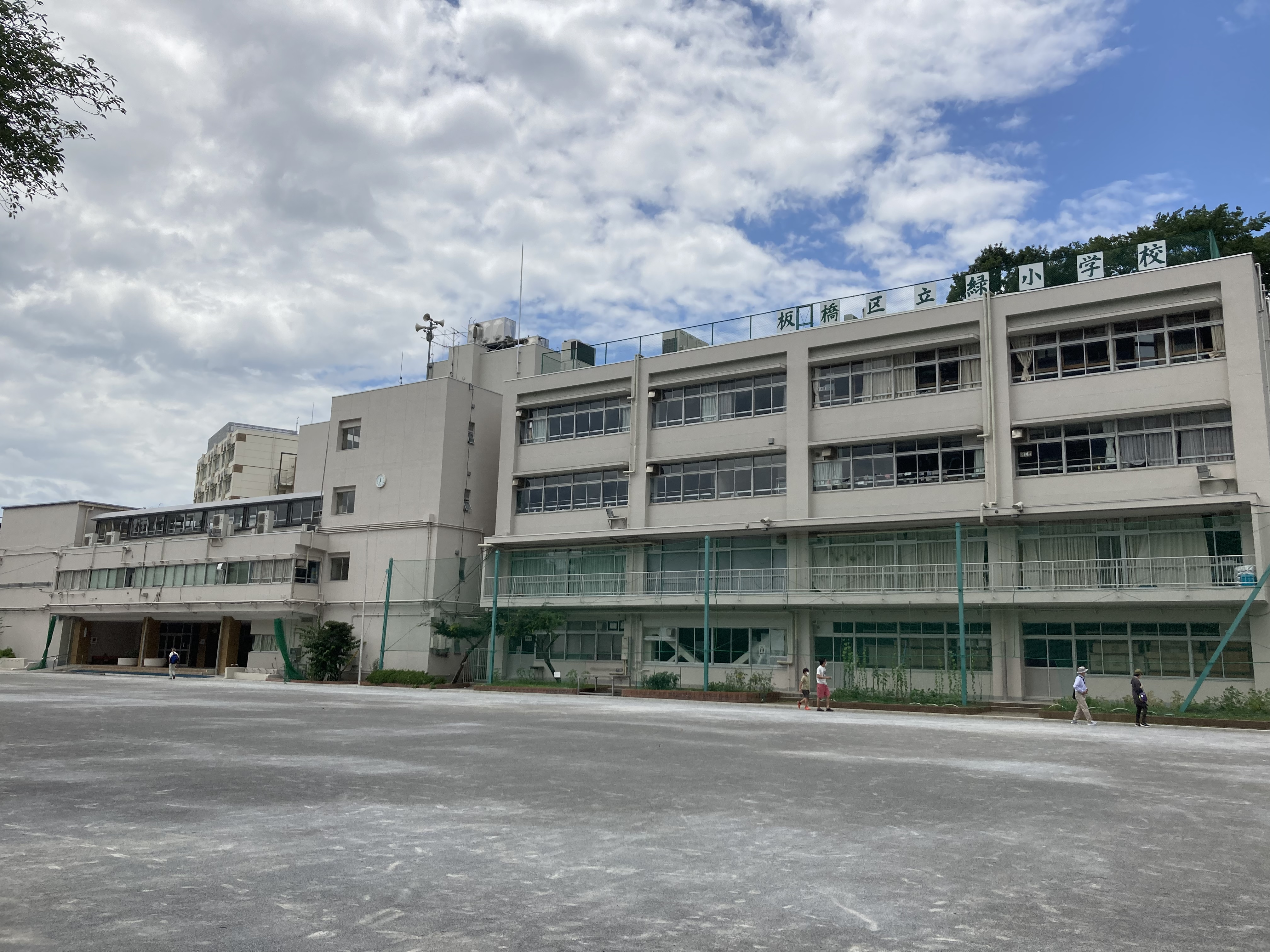
校舎

1978年に近くの大規模住宅団地、サンシティの開設と同じ時期に開校した。2018年に創立40周年を迎え、記念式典が執り行われた。
校内の敷地には自然が多いのが特徴。その特徴を生かし多様な自然体験学習ができる環境となっている。
2019年には環境省が立ち上げた省エネ教育プログラムに参加した。

## 沿革
出典:
- 1978年4月1日 - 開校する。
- 1978年4月24日 - 開校式が挙行される。
- 1978年5月25日 - 開校記念式典が挙行される。この日が板橋区立緑小学校の開校記念日となる。
- 1988年10月15日 - 創立10周年を迎える。
- 1998年3月1日 - 緑小学校の校歌が制定される。作詞は廣瀬郷、作曲は高橋裕。

- 1998年10月3日 - 創立20周年を迎える。
- 2008年11月2日 - 創立30周年を迎える。
- 2010年3月 - 緑のカーテンを設置する。
- 2018年11月3日 - 創立40周年を迎える。
- 2019年4月1日 - 学校情報化優良校再認定。
- 2020年4月 - オリンピック・パラリンピック教育アワード校(事業推進部門・環境部門)。

## 教育目標
出典:
- 【思いやりのある子】 人との関わりを大切にし、共に活動し成長する児童の育成 「徳育」
- 【よく考え、最後までやりぬく子】 見通しをもって最後まで努力する児童の育成「知育」
- 【健康でたくましい子】 心身共に健康でたくましい児童の育成「体育」

## 行事
以下の表は緑小学校において実施される主な行事の一覧である。ただし、新型コロナウイルス感染症の感染拡大防止のため、予定が変更されることもある（2022年現在）。
| 月   | 行事 |
| ---- | --- |
| 4月  | 始業式/入学式/健康診断始/保護者会対面式/消防写生会(1、2年)/離任式 |
| 5月  | 交通安全教室(1、2年)/土曜授業プラン(体育科学習発表会)/コミュニティ・スクール委員会/学力向上推進週間/開校記念日/全国学力・学習状況調査(6年)/生活科校外学習(1、2年)                                                   |
| 6月  | 体力テスト/全国歯磨き大会/水泳指導始め/社会科見学(4年)/コミュニティ・スクール委員会/個人面談/リーディング・スキルテスト(6年)                                                                                        |
| 7月  | 個人面談/自動車安全教室(3年)/土曜授業プラン/終業式/夏期休業日 |
| 8月  | 夏期休業日/夏期水泳指導/夏期補習教室 |
| 9月  | 榛名移動教室(5年)/保護者会/水泳指導終/わかめ教室(5年)/土曜授業プラン/セーフティ教室/コミュニティ・スクール委員会/教育科学館移動教室(4年)/社会科見学(6年)                                                            |
| 10月 | マラソン旬間/社会科見学(3年)/生活科校外学習(1年)/土曜授業プラン/日光移動教室/ |
| 11月 | 土曜授業プラン(音楽科学習発表会)/落ち葉拾い/就学時健康診断/租税教室(6年)/やじろべえ作り(2年) |
| 12月 | 個人面談/オーケストラ鑑賞教室(6年)/エコプロダクツ校外学習(4、5年)/やきいも大会(2年)/竹の箸作り(4年)/竹細工作り(3年)/土曜授業プラン(道徳授業地区公開講座)/コミュニティスクール委員会/保護者会(6年)/終業式/冬季休業日 |
| 1月  | 冬季休業日/始業式/席書会・書き初め展/土曜授業プラン/わら細工作り(5年)/新1年保護者会 |
| 2月  | 土曜授業プラン/薬物乱用防止教室(6年)/コミュニティ・スクール委員会/6年生を送る会 |
| 3月  | 保護者会/修了式/卒業式/春期休業日 |

## 通学区域

### 板橋区[5]
- 中台二丁目25番から33番まで・43番・44番
- 中台三丁目23番から27番まで

## 進学先中学校
- 板橋区立中台中学校
- 板橋区立志村第四中学校

その他、私立中学校などに進学する生徒も多数存在する。

## 学区内の主な施設
- サンシティ
- 日本大学豊山女子中学校・高等学校

## アクセス
出典:
- 都営地下鉄三田線 志村三丁目駅下車　徒歩15分
- 東武東上線 上板橋駅下車　徒歩18分

## 学校関係者

### 歴代校長[3]
- 初代 - 福田安夫（1978年4月 - 1983年4月）
- 2代 - 丸山剋也（1983年4月 - 1986年4月）
- 3代 - 奥田實（1986年4月 - 1989年4月）
- 4代 - 樋喆男（1989年4月 - 1992年4月）
- 5代 - 川田猛男（1992年4月 - 1994年4月）
- 6代 - 山田武雄（1994年4月 - 1997年4月）
- 7代 - 田中久美子（1997年4月 - 2001年4月）
- 8代 - 阿部智廣（2001年4月 - 2006年4月）
- 9代 - 早川勉（2006年4月 - 2009年4月）
- 10代 - 野村淳一（2009年4月 - 2012年4月）
- 11代 - 原野隆（2012年4月 - 2014年4月）
- 12代 - 世取山髙康（2014年4月 - 2016年4月）
- 13代 - 髙井信子（2016年4月 - 2019年4月）
- 14代 - 市之瀬輝明（2019年4月 - ）

### 著名な出身者
- 大田祐歌 - 歌手、アイドル「チェキッ娘」
- 野老朝雄 - デザイナー
- 藤本修司 - サッカー選手